# Superman & Batman: generaciones
Superman & Batman: Generaciones es el título general que engloba tres series limitadas de historietas englobadas en el sello Otros Mundos publicadas por DC Comics en los Estados Unidos, todas escritas e ilustradas por John Byrne. El concepto de la serie es evitar la llamada cronología flotante y así seguir la evolución en tiempo real de Superman, Batman y otros personajes del Universo DC en una sola línea de tiempo, mostrandolos a medida que envejecen y van siendo reemplazados por las nuevas generaciones.
La historia Batman y el Capitán América, escrita y dibujada por John Byrne, y publicada y coeditada junto a Marvel Comics en 1996, nos presentaba a Batman y Robin formando equipo con el Capitán América y Bucky para luchar contra el Joker y Cráneo Rojo en 1945. El epílogo de la historia presenta a Dick Grayson como Batman y Bruce Wayne Jr. como Robin. El dúo encuentra al Capitán América congelado en la década de 1960 mientras buscan al Joker Jr. Es a raíz de este epílogo que se desarrolló el concepto de Superman & Batman: Generations.
Superman & Batman: Generations fue publicada en una serie limitada de 4 números en formato prestigio entre enero y abril de 1999
Superman & Batman: Generations 2, al igual que su predecesora, se publicó como serie limitada en formato prestigio de cuatro números entre octubre de 2001 y enero de 2002; trató sobre otros héroes de DC en capítulos ambientados entre las épocas de las historias de la primera serie.
Superman & Batman: Generations 3 es una serie limitada de 12 números que, a diferencia de las dos anteriores, fue publicada en formato revista entre marzo de 2003 a febrero de 2004.

## Resumen de la trama

### Generaciones
Generaciones sigue a Superman y Batman desde el comienzo de sus carreras hasta el lejano futuro. Cada número contiene dos historias; cada historia toma lugar 10 años después de la anterior.
- 1939: The Vigilantes (Los justicieros)
Superman y Batman se encuentran por primera vez en la Feria Mundial de Metropolis, donde dejan atrás las sospechas que tiene cada uno del otro para unirse y derrotar al villano Ultra-Humanidad.

- 1949: Family Matters (Cosas de familia)
Clark Kent y Lois Lane están casados y Dick Grayson, el pupilo de Bruce Wayne, planea dejar la mansión al ingresar a la universidad. Lex Luthor y Joker raptan a Lois Lane embarazada. Batman y Superman derrotan a los villanos y rescatan a Lois, pero el hijo no nato de los Kent es expuesto a la kryptonita dorada, lo que significa que nunca desarrollará superpoderes. Los Kent deciden mantener el secreto de su ascendencia al niño. En un epílogo situado en 1950, la esposa de Bruce revela estar embarazada.

- 1959: Strange Days (Días extraños)
Extraterrestres necesitados de un superhéroe que los ayuden en su planeta les piden a Batmito y al Sr. Mxyzptlk que prueben a sus respectivos héroes para ver a cuál llevarse. Afortunadamente tanto Batman como Superman engañan a los dos duendes para que se enfrenten entre sí y convencen a los extraterrestres que se los lleven a ellos. Batman y Superman también enfrenta los problemas de la edad y su familia. Poco después Bruce se retira y Dick Grayson eventualmente pasa a ser Batman en la década de 1960, mientras Bruce Wayne Jr. ("B.J.") se entrena para pasar a ser el nuevo Robin. Mientras tanto, cuando Lois Kent descubre que su hija Kara está desarrollando poderes, le entrega un collar con radiación de sol rojo creado por Superman para que pueda vivir una vida normal. En los paneles finales, un envejecido Luthor le revela al joven Joel  la verdad sobre su ascendencia.

- 1969: Changing Times (Los Tiempos cambian)
Kara Kent ya ayuda a su padre como Supergirl, mientras Lis Kent le diagnostican cáncer. y Joel es reportado como desaparecido en acción en Vietnam. Dick Grayson, el nuevo Batman, se enfrenta a Joker Jr., quién no es más que el viejo Joker disfrazado. Con una elaborada trampa Joker asesina a Grayson pero Bruce Wayne Jr. (el nuevo Robin) cambia los uniformes para que el legado de Batman continúe, dejando que el público crea que Joker en realidad mató a Robin en lugar de Batman.

- 1979: Twilight of the Gods(El ocaso de los dioses)
Batman y Supergirl pasan a formar un equipo heroico y, como Bruce Wayne Jr. y Kara Kent, planean casarse. Lois aún vive gracias a su médico, el Dr. Holurt. La boda de Bruce y Kara es interrumpida por un superpoderoso Joel Kent (Joel había falseado su muerte en Vietnam luego de que Luthor lo convenciera que Superman deliberadamente lo expuso a la kryptonita para que no desarrollara poderes y lo reemplace). Joel ataca y mata violentamente a Kara. El Dr. Holurt revela ser Lex Luthor y revela al mundo que Clark Kent en realidad es Superman, y entonces mata a Lois. Los poderes de Joel son resultado de un suero creado por Luthor pero este sabe que es inestable y Joel muere unos minutos después de haber asesinado a su hermana, llegando a vivir lo suficiente para que Luthor le informara burlonamente que le mintió a Joel, mientras que su padre siempre fue honesto con él. Superman se entera de que Joel había tenido un hijo con una joven vietnamita y le pide a B.J. que críe al niño como si fuera suyo mientras busca a Luthor. Mientras tanto, Bruce Wayne, ya de 70 años, tras la pista de Ra's al Ghul, es capturado por agentes del cerebro criminal.

- 1989: Crime and Punishment (Crimen y castigo)
Bruce Wayne Jr., el tercer Batman, vuela hacia la Fortaleza de la Soledad para arrestar a Superman pr asesinato. Superman ha estado cazando a Luthor por los últimos 10 años y finalmente lo capturó (no antes de que Luthor orquestara las muertes de Jimmy Olsen, Perry White Jr. y Lucy Lane). Luthor expone a Superman a la kryptonita dorada y revela que en verdad es Ultra-Humanidad. En 1939 trasplantó su cerebro al cuerpo de su asistente Lex Luthor (entonces conocido como "Ell") ya que luego de que su nave cayera en la Feria Mundial de 1939, su cuerpo y el cerebro de Luthor estaban tan dañados que la única forma de vivir era hacer el intercambio. Ultra-Humanidad planea cambiar su cerebro al de Superman, pero este accidentalmente lo mata mientras intenta escapar, lanzandole un trozo de metal causando que termine electrocutado por su equipo. Cuando pasa esto, las máquinas del villano están transmitiendo al mundo el video de Superman aparentemente matando a "Luthor". Ya en el presente, Superman permite que Bruce Jr. lo arreste así puede ser juzgado por asesinato en un corte mundial. Aún luego de que los jueces declaran que él actuó en defensa propia, Superman no está seguro de haber sido o no influenciado por su odio hacia Luthor. Superman pide que sea confinado a la Zona Fantasma. Los jueces acceden a que sea sentenciado a pasar 10 años en la Zona.

- 1999: Beginnings and Endings (Comienzos y finales)
Batman III es llevado ante Ra's al Ghul, quien revela ser su padre, Bruce Wayne. En 1979 Wayne había entrado en un Pozo de Lázaro con Ra's al Ghul luego de que Ra's descubriera que, si dos personas entraban en el Pozo, una moriría mientras que la otra sobreviviría con inmortalidad permanente y nada de la locura que el pozo crea. Wayne sobrevivió y descubrió que Ra's tenía razón. En los años posteriores, Wayne convirtió al imperio criminal de Ra's en una fuerza para el bien, trabajando tan sutilmente que todos asumieron que sus acciones eran una fachada para un plan criminal sin darse cuenta de que el "frente" se había convertido en la verdadera organización. Wayne le pide a Bruce Jr. que se haga cargo de la operación mientras él regresa como Batman. Batman libera a Superman de la Zona Fantasma e investigan la muerte del Ultra-Humanidad. Basado en lo que dijo el villano antes de morir, Batman supone que Ultra-Humanidad había perfeccionado una cura para la kriptonita dorada y planeaba usarla después de trasplantar su cerebro al cuerpo de Superman. Superman encuentra el antídoto, que le devuelve sus poderes, y luego de recrearlo con su recién recuperada visión microscópica, lo comparte con su nieto, Clark Wayne, también conocido como Knightwing. Sintiendo que ya no es necesario ahora que hay tantos otros héroes, Superman deja la Tierra en las manos capaces de Batman y su nieto para proteger el cosmos.

- 2919: Nineteen Twenty-Nine (Mil novecientos veintinueve)
Batman visita a Superman en su Fortaleza de la Soledad, ahora ubicada en un asteroide en una galaxia distante. Debido a la herencia kryptoniana de Superman y al tratamiento del fozo de Lázaro de Batman, ambos han envejecido a un ritmo muy lento. Mientras recuerdan viejas historias, Superman recuerda que en realidad se conocieron en 1929 cuando eran adolescentes. Clark y Lois Lane fueron los ganadores de un concurso de periodismo organizado por Bruce Wayne, propietario de Gotham Gazette. Mientras se encontraba en Ciudad Gótica, Superboy une fuerzas con Bruce (usando un prototipo de disfraz de "Robin") para derrotar a una banda de criminales liderada por el joven Lex Luthor, los eventos también llevaron a Clark a cambiar sus planes de mudarse a Gotham para mudarse a Metrópolis para seguir a Lois. En el presente, ambos héroes se dan cuenta de que la galaxia se ha convertido en un paraíso bajo su protección y cuidado. Deciden abandonar la galaxia así como dejaron la Tierra y encontrar otra con seres en problemas a los que pueden ayudar. A ellos se une Lana Lang quien, gracias a poderes mágicos, también consiguió una larga vida y se casó con Superman.

### Generaciones 2
La segunda serie limitada en lugar de usar los 10 años entre cada capítulo, como en la serie anterior, pega saltos de 11 años. Comenzando en 1942, cada número relata dos historias, terminando en 2019 al final del número 4. Mientras que la primera serie pone foco en las familias de Superman y Batman, esta segunda presenta a otros personajes del Universo DC, especialmente los integrantes de la Sociedad de la Justicia y la Liga de la Justicia.
- 1942: Battlefields (Campos de batalla)
En Europa, el Hombre Halcón y los Halcones Negros pelean contra un robot gigante nazi. Al arribar Linterna Verde, este agota la energía de su anillo salvando al Hombre Halcón. El robot lanza un misil el cual Chuck, miembro de los Halcones Negros, detiene a costa de su vida. Al llegar Superman y El Espectro logran desarmar el robot. Al abrir el robot, Superman descubre a Ultra-Humanidad dentro, quien usa kryptonita para mantener a distancia al hombre de acero y así huir. En Ciudad Gótica, Lois Lane descubre que Luthor fue el que construyó el robot y le vendió los planos a los nazis. Ella es capturada junto a Robin, pero ambos son salvados por Batman, disfrazado como cómplice de Luthor.

- 1953: Absent Friends (Amigos Ausentes)
El comisionado James "Jim" Gordon, quien se encontraba desaparecido hace mucho tiempo, se desploma en la entrada de la Mansión Wayne. Él le dice a Bruce que conoce su identidad secreta y le advierte de una nueva amenaza: un misterioso criminal conocido como La Cabeza del Demonio". Mientras tanto, la Chica Maravilla (una proyección mística de la Mujer Maravilla) vuela hacia Corea del Norte en busca del avión derribado de Steve Trevor, mientras Diana Prince Trevor entra en trabajo de parto. Chica Maravilla encuentra a Trevor, pero este muere en camino a Isla Paraiso. En el mismo momento en que Diana da a luz a una niña, Lois Kent da a luz a su hija, Kara Kent. Clark llega tarde ya que como Superman, había quedado varado en un planeta bajo un sol rojo hasta que fue rescatado por Green Lantern Abin Sur. Luego de asistir al nacimiento de su hija, Superman presenta a Abin Sur y Alan Scott. Ambos Linternas Verdes están desconcertados por la naturaleza similar de sus anillos, que sin embargo poseen diferentes debilidades (el anillo de Scott es vulnerable a la madera, mientras que el de Sur no funciona con nada que sea de color amarillo).

- 1964: Children's Hour (La hora de los niños)
La madre de Bruce Wayne Jr. impide que este salga como Robin a patrullar junto a Batman II, mientras Kara Kent prueba por primera vez su uniforme de Supergirl. Ella llega volando a la Mansión Wayne para ver a B.J., quién está triste por su situación. Supergirl señala que él prometió no formar equipo con Batman, pero no hizo esa promesa para hacerlo con Supergirl. Los adolescentes vuelan y así encuentran a Kid Flash, quien se encuentra peleando con el Mago del Clima y el Amo de los Espejos. Cuando Kid Flash queda inconsciente por un golpe, Supergirl y Robin intervienen, solo para ser golpeados por Gorila Grodd. Mientras tanto, Barry Allen, buscando a Kid Flash, llama a Diana Trevor. Stevie, la hija de Diana, sale en busca de Wally como la nueva Chica Maravilla. Ella es atraída hacia un depósito en Ciudad Central, donde Gorila Grodd está preparado para transferir a sí mismo los poderes de los adolescentes. Supergirla, quien solo simulaba haber sido capturada, destruye las máquinas que mantenían cautivos a los adolescentes, y así los cuatro jóvenes héroes capturan a los criminales. Supergirl y Chica Maravilla se dan cuenta de que comparten un vínculo especial por haber nacido al mismo momento y que es es lo que atrajo a Chica Maravilla al almacén. Los adolescentes deciden formar un equipo para luchar contra el crimen, y tras rechazar el nombre "Joven Sociedad de la Justicia" deciden llamarse "Liga de la Justicia"

- 1975: Troubled Souls (Almas atormentadas)
Batman III es citado al Asilo Arkham, donde Joker ha estado actuando de forma extraña. Las cintas de vigilancia revelan que Joker ha estado siendo acosado por el fantasma de Dick Grayson, quien fue asesinado en 1969. Con la ayuda del Doctor Occult, Deadman y el fantasma de Alfred Pennyworth, el espíritu de Grayson es convencido de no matar a Joker y parte hacia la luz junto a Alfred. Bruce Wayne, en su uniforme de Batman, visita a Joker, cuya última voluntad es conocer la identidad de Batman. Este responde que con todo el dolor que ha causado el Joker, no merece nada y se marcha. Mientras tanto, el piloto de pruebas Hal Jordan apenas sobrevive al vuelo de un avión cohete experimental y decide retirarse y dedicarse a la política.

- 1986: To Hunt the Hunter (Cazar al cazador)
Superman sigue a Luthor hasta su escondite, pero descubre que es una simulación por computadora. El falso Luthor reproduce un holograma de Joel Kent matando a Supergirl solo para atormentar al Hombre de Acero. mientras tanto, Mujer Maravilla II, Flash IV y Linterna Verde discuten con Batman III, quien se ha vuelto violento e inestable tras la muerte de Supergirl. La Liga de la Justicia decide que tienen que detener a Batman. Una vez que localizan a Batman, tratan de detenerlo, pero él los domina. Mientras pelean, Batman se enfurece y golpea salvajemente a un indefenso Linterna Verde. Cuando Flash IV le grita diciéndole que está matando a Linterna Verde, Batman se calma y huye a su casa. Allí, se desploma frente a su esposa Mei-Lei, pidiendo ayuda a gritos.

- 1997: Turning Points (Momentos críticos)
Antes de partir en busca de Ra's al Ghul, Batman III le dice a su hijo Clark Wayne que él debe pasar a ser Batman a partir de ahora. Clark revela que hace rato sabe que él fue adoptado y que solo un verdadero Wayne puede ser Batman. En su lugar, Clark adopta la identidad de Knightwing. Mientras patrulla, Knightwing se encuentra con un robot utilizado por el villano Ransak arrasando la ciudad. Knightwing pelea contra el robot, mientras Superman observa impotente desde la Zona Fantasma. En el último minuto, Superman se las arregla para aparecer brevemente ante Ransak, causándole una distracción que permite a Knightwing causar un cortocircuito al robot. Dentro de este encuentra a una joven que resulta ser la hija del verdadero Ransak. Mientras tanto, la Presidente Barbara Gordon y el expresidente Hal Jordan se encuentran para discutir acerca de una gran amenaza. Sinestro, un Linterna Verde renegado, ha jurado asesinar a Jordan, quien había rechazado la oferta de Alan Scott para ser el nuevo Linterna Verde. Flash IV, Kyle Rayner (Linterna Verde) y los Halcones Negros intentan infructuosamente detener a Sinestro. Kyle vuela hacia la Casa Blanca persiguiendo a Sinestro. Este llega y derrota a Scott, y se prepara para matar a Jordan. Jordan toma el anillo de Kyle y, razonando que las debilidades del anillo están en la mente del usuario, logra derrotar a Sinestro. Jordan y su esposa Carol Ferris son llevados a Oa, donde la teoría de Jordan es confirmada (Scott creía que el anillo era vulnerable a la madera porque, inconscientemente, creó un bloqueo psíquico después de que alguien lo tomó por sorpresa y lo golpeó con un bloque de madera en su primera patrulla). Esta vez Jordan acepta ser Linterna Verde.

- 2008: This Ancient Evil (Este antiguo mal)
Knightwing se enfrenta a un reto del pasado: un robot con el cerebro de Luthor (el cual fue almacenado por los secuaces de Ultra-Humanidad). Se las arregla para derrotar a Luthor con la ayuda de Cyborg, Flash V y el Linterna Verde Hal Jordan (cuya juventud fue restaurada por su anillo de poder). Luego Clark Wayne los deja para poder ir a casarse con Amanda Mason, la joven que una vez lo enfrentó como Ransak. Mientras tanto, Bruce Wayne y Bruce Jr. visitan a una moribunda Sr. Wayne en el hospital, donde ella les confiesa un secreto (que será revelado recién en Generaciones 3).

- 2019: Father to the Man (Padre del hombre)
 Batman y Knightwing visitan la Fortaleza de la soledad, donde Superman les muestra el cronoscopio, un aparato kryptoniano con el que se puede visualizar el pasado y futuro. Knightwing ve un mensaje de Jonathan Kent grabado 99 años atrás que les muestra como usó el cronoscopio y tras ver el asesinato de Thomas y Martha Wayne. Como los Wayne tenían previsto visitar el condado, Pa Kent decide advertirles. Antes que pueda hacerlo, Antes de que esto pueda suceder, los Wayne son secuestrados por Ultra-Humanite. Antes de que pueda hacerlo, los Wayne son secuestrados por Ultra-Humanidad. Bruce escapa y disfrazándose con una máscara de El Zorro, ayuda a Superboy a detener a los secuestradores, llamándose a sí mismo Flying Fox (una especie de murciélago, algo que Superboy nota con gracia). Kent luego le muestra a Thomas Wayne su futuro en el cronoscopio. Varias semanas después, Pa Kent se sorprende al leer que los Wayne fueron asesinados. Usando el cronoscopio, se entera de que los Wayne decidieron no cambiar su futuro, ya que su muerte fue la responsable de crear a Batman. En 2019, Superman consuela a un atónito Bruce Wayne sabiendo que sus padres se dieron cuenta de que estaban creando una gran fuerza para el bien.

### Generaciones 3
La historia comienza en el año 1925, y cada número hace un salto de 100 años, con excepción del número 8, el cual transcurre en el siglo 19. La historia presenta personajes de futuras líneas temporales del Universo DC, así como a los Nuevos Dioses de Jack Kirby.
- Siglo XX: Crosstime Crisis (Crisis temporal)
En 1925, Clark Kent, Pete Ross y Lana Lang son sorprendidos al aparecer Saturn Girl en el hogar de los Kent buscando a Superboy. Una nave espacial con extrañas criaturas con armadura se estrella cerca de Smallville. Superboy investiga y es atacado. La armada, comandada por el Capitán Sam Lane, arriba al lugar. Un joven Bruce Wayne se anoticia de la nave y vuela hacia Smallville para ayudar, mientras Lana y una joven Lois Lane entran a la máquina del tiempo de Saturna. Superman derrota a los extraterrestres con una máquina provista por Bruce. Una moribunda Saturna usa sus poderes para borrar los eventos de la mente de todos. La máquina del tiempo regresa al futuro, con Lois y Lana a bordo.

- Siglo XXI: Doomsday Minus 1 (A un minuto del juicio)
Al mismo tiempo en que Knightwing presenta a sus hijas gemelas Supergirl Roja y Supergirl Azul, el cerebro robótico de Lex Luthor escapa. Superman se encuentra preocupado por los recuerdos de la invasión extraterrestre de 1925 que nadie recuerda. Viaja a Nuevo Génesis para hablar con Alto Padre, pero cuando llega ve apagarse las fogatas de Apokolips. Las Supergirls y O.M.A.C. luchan contra Luthor y sus misteriosos aliados, pero este toma ventaja y neutraliza a O.M.A.C. Llega Knightwing, pero los aliados de Luthor desaparecen antes de que puedan ser capturados. Luthor le dice a Knightwing que este es el día en que se acaba el mundo y detona algún tipo de bomba.

- Siglo XXII: Out of the Ashes (Desde las cenizas)
Cien años atrás, Luthor activó una clase de bomba que impide el uso de fuentes de energía en La Tierra y alrededor de 1500 kilómetros sobre esta. La civilización se encuentra en ruinas, y liderados por Batman y sus descendientes viven en un complejo bajo tierra. En la superficie quedan animales mutandos y algunos pocos humanos, incluyendo a un hombre llamado Kamandi. Superman no ha sido visto en casi 100 años. Knightwing, que ahora se hace pasar por Superman, y las Supergirls son todo lo que queda para pelear contra los parademonios. Batman se las arregla para revivir al satélite Hermano Ojo. Él ha estado vigilando a Kamandi, quien es descendiente de Buddy Blank, también conocido como O.M.A.C., y planea revivir el One-Man Army Corps como arma contra los Parademonios.

- Siglo XXIII: Return of the Warrior (El regreso del guerrero)
Stephanie Trevor, la segunda Mujer Maravilla, es fatalmente herida peleando contra los Parademonios, y ambas Supergirls la llevan a Isla Paraiso. Su madre, la ahora Reina de las Amazonas, no puede revivir a Stephanie con el rayo púrpura. Enojada por la muerte de su hija, Mujer Maravilla regresa para luchar contra los Parademonios antes de que puedan destruir a los O.M.A.C. Mientras tanto, varado en Nuevo Génesis, Superman se ha casado con Soñadora, quien logra desbloquear su recuerdo de la invasión de 1925 que Saturna había reprimido.

- Siglo XXIV: Family Secrets (Secretos de familia)
Mientras Bruce Wayne Jr. agoniza, Batman le cuenta a Mujer Maravilla el motivo de la longevidad de su hijo. En 2008, como se ve al final de Generaciones 2, la moribunda Sra. Wayne le entrega a su hijo y a su exmarido una cinta que al reproducirla revela que Bruce no es el padre de B.J. Analizando la cinta, deducen que fue grabada en Londres y B.J. usa el Pozo de Lázaro para volverse lo suficientemente joven como para ayudar a Batman, y viajan a Londres donde conocen a Cyril Sheldrake, el ex Escudero. Cyril los lleva a un estudio de grabación, donde son atacados por una de las pandillas que infestan Londres. Se las arreglan para someter a la pandilla y escuchan la cinta, que revela que B.J. si es el hijo de Bruce, pero la Sra. Wayne mintió para engañar a su hijo para que este usara el Fozo de Lázaro, algo que él se había negado a hacer antes. En el presente, cuando B.J. muere, aparece el fantasma de Kara Kent y lleva su espíritu al más allá.

- Siglo XXV: Love in the Time of Apocalypse (Amar en los tiempos del apocalipsis)
En Apokolips, [Darkseid] es revivido por [DeSaad] y otros de los miembros de su guardia de élite. En La Tierra, Supergirl Azul está enamorada del Linterna Verde Ator, pero al estar su cuerpo estancado a la edad física de 11 años, Ator se siente incómodo con la relación. Varios otros Linternas Verdes encuentran el cuerpo robótico enterrado de Lex Luthor, quien se enfurece. Mientras los Linternas Verdes luchan contra Luthor, Supergirl Azul utiliza kriptonita dorada para eliminar sus poderes, lo que le permitirá envejecer. Ator logra detener a Luthor, pero Luthor carga su mente en la computadora de la ciudad, dejando a Ator con una bomba atómica a punto de detonar. Ator contiene la explosión con su anillo de poder, pero queda atrapado dentro con la radiación. La ahora impotente Supergirl Azul no puede más que ser testigo de la muerte de Ator.

- Siglo XXVI: History Lesson (Part 1) (Lección de historia, parte 1)
Metron, de los Nuevos Dioses, abre un portal que devuelve a Superman a la Tierra, donde es atacado por Supergirl Azul y un Batman con superpoderes. Después de que Superman los convence de su identidad, Batman le cuenta lo sucedido. Además de que los Parademonios regresaban cada 100 años para atacar Smallville, Luthor había destruido la civilización. En un momento, Luthor cubrió la Tierra con radiación de kriptonita verde, matando a Clark Wayne y Supergirl Roja, y logró destruir a todos los O.M.A.C., incluido el original, Buddy Blank. Supergirl Azul usa el suero de Luthor para restaurar sus poderes y convence a Batman para que también lo use. Ambos descubren que son inmunes a la kriptonita y finalmente derrotan a Luthor. Superman lleva a Batman y a Supergirl a Smallville, donde encuentran el cuerpo de Saturna. Les dice que la respuesta a los ataques de los parademonios está en el futuro y vuela hacia el siglo 30.

- Siglo XIX: History Lesson (Part 2) (Lección de historia, parte 2)
Segundos después de que Superman parte, Supergirl escucha una señal desde el subsuelo. Ella desentierra una caja que contiene a Superman. Su intento de alcanzar el futuro había sido impedido y fue arrojado a finales del siglo XIX. Allí conoce al Sr. Milagro (quien es el sheriff de Smallville) y a Metron, así como a un joven Jonathan Kent. Kent busca venganza contra Jonah Hex, un cazarrecompensas que, según Kent, mató a 14 hombres inocentes. Una joven Martha Clark le ruega a Kent que no se enfrente a Hex, pero Kent está decidido. En un enfrentamiento, Hex desarma fácilmente a Kent y en lugar de matarlo le rompe las gafas. En ese momento aparece el criminal que estaba cazando Hex y le dispara. Hex mata al criminal, pero el disparo destinado a Hex hiere a Martha. Superman obliga a Metron a traer un médico para salvar la vida de Martha, pero sus heridas causan que ella nunca podrá tener hijos. Jonathan le dice a Martha que se casarán tan pronto como ella se recupere. Metron le dice a Superman que no puede alcanzar el futuro por sus propios medios y lo coloca en una cámara de animación suspendida bajo tierra. Mientras tanto, Darkseid revela su mayor arma: Parademonios con el poder de pensamiento independiente.

- Siglo XXVII: A Soldier's Story (Historia de un soldado)
Durante el ataque de un Parademonio a La Tierra, uno de estos se separa de su escuadrón y se esconde en una pequeña casa, donde conoce a la propietaria, una anciana ciega. El Parademonio le cuenta su historia: Hace siglos, Apokolips fue destruido en la batalla final entre [Orion] y Darkseid y la esencia de Darkseid fue preservada por una maquinaria especial escondida en el corazón del planeta. Cuando Darkseid revivió, desarrolló nuevos Parademonios con la capacidad de pensar por sí mismos. Su misión es viajar en el tiempo para derrotar a los héroes de La Tierra. La anciana, que en realidad es Supergirl Azul, mata al Parademonio para que nadie se entere de que son sensibles. En el futuro finalmente se materializa la máquina del tiempo que transporta a Lois y Lana.

- Siglo XXVIII: Gods and Monsters (Dioses y monstruos)
En La Tierra, Batman y Supergirl Azul entierran a su hijo Thomas. Un Metron moribundo aparece y le da a Superman un dispositivo que le permitirá un viaje de ida y vuelta a Nevo Génesis. Al activarlo se encuentra con Lar-el y Vara, los hijos que tuvo con Soñadora. Los Parademonios atacan, seguidos por Darkseid. Todos los Nuevos Dioses mueren, dejando solo a Superman y sus hijos. Darkseid captura a Soñadora y mata a los hijos de Superman cuando intentan rescatarla. Darkseid huye, no sin antes romperle el cuello a Soñadora. Superman regresa a La Tierra para contarle a Batman lo sucedido.

- Siglo XXIX: Little Girls Lost (Niñas perdidas)
Lana Lang y Lois Lane llegan a través de una burbuja del tiempo al Museo Superman en Smallville en el año 2825. Descubren que Clark Kent es Superman y que Lois algún día se casará con él. Afuera se topan con Superman luchando contra una tropa de Parademonios. Casi son atacadas, pero Supergirl Azul las salva. Batman se da cuenta de que pueden usar la burbuja del tiempo para alcanzar el ataque final de Parademon en 2925. Los héroes primero devuelven a las dos chicas a 1925 y rescatan a Saturna. Superman hace que Saturna borre los recuerdos de todos a más de 1000 kilómetros a la redonda antes de llevar la máquina del tiempo al futuro. Aterrizan en 2925 mientras rayos de energía golpean a su alrededor.

- Siglo XXX: Time and Time Again (Una y otra vez)
 Con las tropas de Darkseid atacando la Tierra, los héroes se dividen para atacar. Supergirl Azul destruye un arma llamada Sky Scorcher, pero resulta fatalmente herida. Al morir, Supergirl Azul le dice a Batman que la única forma de detener a Darkseid es destruirlo justo después de su resurrección, cambiando así la línea de tiempo. Superman, Batman, Mujer Maravilla y el Linterna Verde Jordan Kelley retroceden en el tiempo a la estación espacial de Darkseid. Linterna Verde y Mujer Maravilla mueren, pero Batman hace que Abuelita Bondad sobrecargue el suministro de energía de la estación. Superman ataca a Darkseid, quien dispara sus rayos Omega al Hombre de Acero. Superman arroja a DeSaad contra las vigas y golpea a Darkseid. La estación espacial explota y la onda de energía reinicia la línea de tiempo. La nueva línea de tiempo es similar a la del final de las primeras Generaciones, sin señales de Darkseid y con La Tierra en paz. Batman y Superman recuerdan brevemente a Supergirl Azul,, pero el recuerdo termina desvaneciendose.

### El árbol familiar de la familia Kent/Wayne
En el curso de la tercera serie, Generations III, es creada una dinastía que expande por varios siglos. La mayoría de esta es deshecha al final de la serie.
| Soñadora | Soñadora | Soñadora | Soñadora | Soñadora | Soñadora |  |  |      |      |      |      |              |              |              |              | Clark Kent   | Clark Kent   | Clark Kent | Clark Kent | Clark Kent  | Clark Kent  |             |             |             |             |      |      | Lois Lane | Lois Lane | Lois Lane | Lois Lane | Lois Lane           | Lois Lane |           |           |           |           |  |  | Bruce Wayne | Bruce Wayne | Bruce Wayne | Bruce Wayne | Bruce Wayne | Bruce Wayne |                 |                 |                 |                 |                 |                 | ??? | ??? | ??? | ??? | ??? | ??? |
| Soñadora | Soñadora | Soñadora | Soñadora | Soñadora | Soñadora |  |  |      |      |      |      |              |              |              |              | Clark Kent   | Clark Kent   | Clark Kent | Clark Kent | Clark Kent  | Clark Kent  |             |             |             |             |      |      | Lois Lane | Lois Lane | Lois Lane | Lois Lane | Lois Lane           | Lois Lane |           |           |           |           |  |  | Bruce Wayne | Bruce Wayne | Bruce Wayne | Bruce Wayne | Bruce Wayne | Bruce Wayne |                 |                 |                 |                 |                 |                 | ??? | ??? | ??? | ??? | ??? | ??? |
|          |          |          |          |          |          |  |  |      |      |      |      |              |              |              |              |              |              |            |            |             |             |             |             |             |             |      |      |           |           |           |           |                     |           |           |           |           |           |  |  |             |             |             |             |             |             |                 |                 |                 |                 |                 |                 |     |     |     |     |     |     |
|          |          |          |          |          |          |  |  |      |      |      |      |              |              |              |              |              |              |            |            |             |             |             |             |             |             |      |      |           |           |           |           |                     |           |           |           |           |           |  |  |             |             |             |             |             |             |                 |                 |                 |                 |                 |                 |     |     |     |     |     |     |
| Lar-El   | Lar-El   | Lar-El   | Lar-El   | Lar-El   | Lar-El   |  |  | Vara | Vara | Vara | Vara | Vara         | Vara         |              |              | Mei-Lei*     | Mei-Lei*     | Mei-Lei*   | Mei-Lei*   | Mei-Lei*    | Mei-Lei*    |             |             | Joel        | Joel        | Joel | Joel | Joel      | Joel      |           |           | Kara Kent           | Kara Kent | Kara Kent | Kara Kent | Kara Kent | Kara Kent |  |  |             |             |             |             |             |             | Bruce Wayne Jr. | Bruce Wayne Jr. | Bruce Wayne Jr. | Bruce Wayne Jr. | Bruce Wayne Jr. | Bruce Wayne Jr. |     |     |     |     |     |     |
| Lar-El   | Lar-El   | Lar-El   | Lar-El   | Lar-El   | Lar-El   |  |  | Vara | Vara | Vara | Vara | Vara         | Vara         |              |              | Mei-Lei*     | Mei-Lei*     | Mei-Lei*   | Mei-Lei*   | Mei-Lei*    | Mei-Lei*    |             |             | Joel        | Joel        | Joel | Joel | Joel      | Joel      |           |           | Kara Kent           | Kara Kent | Kara Kent | Kara Kent | Kara Kent | Kara Kent |  |  |             |             |             |             |             |             | Bruce Wayne Jr. | Bruce Wayne Jr. | Bruce Wayne Jr. | Bruce Wayne Jr. | Bruce Wayne Jr. | Bruce Wayne Jr. |     |     |     |     |     |     |
|          |          |          |          |          |          |  |  |      |      |      |      |              |              |              |              |              |              |            |            |             |             |             |             |             |             |      |      |           |           |           |           |                     |           |           |           |           |           |  |  |             |             |             |             |             |             |                 |                 |                 |                 |                 |                 |     |     |     |     |     |     |
|          |          |          |          |          |          |  |  |      |      |      |      | Amanda Mason | Amanda Mason | Amanda Mason | Amanda Mason | Amanda Mason | Amanda Mason |            |            | Clark Wayne | Clark Wayne | Clark Wayne | Clark Wayne | Clark Wayne | Clark Wayne |      |      |           |           |           |           |                     |           |           |           |           |           |  |  |             |             |             |             |             |             |                 |                 |                 |                 |                 |                 |     |     |     |     |     |     |
|          |          |          |          |          |          |  |  |      |      |      |      | Amanda Mason | Amanda Mason | Amanda Mason | Amanda Mason | Amanda Mason | Amanda Mason |            |            | Clark Wayne | Clark Wayne | Clark Wayne | Clark Wayne | Clark Wayne | Clark Wayne |      |      |           |           |           |           |                     |           |           |           |           |           |  |  |             |             |             |             |             |             |                 |                 |                 |                 |                 |                 |     |     |     |     |     |     |
|          |          |          |          |          |          |  |  |      |      |      |      |              |              |              |              |              |              |            |            |             |             |             |             |             |             |      |      |           |           |           |           |                     |           |           |           |           |           |  |  |             |             |             |             |             |             |                 |                 |                 |                 |                 |                 |     |     |     |     |     |     |
|          |          |          |          |          |          |  |  |      |      |      |      |              |              |              |              |              |              |            |            |             |             |             |             |             |             |      |      |           |           |           |           |                     |           |           |           |           |           |  |  |             |             |             |             |             |             |                 |                 |                 |                 |                 |                 |     |     |     |     |     |     |
|          |          |          |          |          |          |  |  |      |      |      |      | Lois Wayne   | Lois Wayne   | Lois Wayne   | Lois Wayne   | Lois Wayne   | Lois Wayne   |            |            | Lara Wayne  | Lara Wayne  | Lara Wayne  | Lara Wayne  | Lara Wayne  | Lara Wayne  |      |      |           |           |           |           |                     |           |           |           |           |           |  |  |             |             |             |             |             |             |                 |                 |                 |                 |                 |                 |     |     |     |     |     |     |
|          |          |          |          |          |          |  |  |      |      |      |      | Lois Wayne   | Lois Wayne   | Lois Wayne   | Lois Wayne   | Lois Wayne   | Lois Wayne   |            |            | Lara Wayne  | Lara Wayne  | Lara Wayne  | Lara Wayne  | Lara Wayne  | Lara Wayne  |      |      |           |           |           |           |                     |           |           |           |           |           |  |  |             |             |             |             |             |             |                 |                 |                 |                 |                 |                 |     |     |     |     |     |     |
|          |          |          |          |          |          |  |  |      |      |      |      |              |              |              |              |              |              |            |            |             |             |             |             |             |             |      |      |           |           |           |           | Thomas Taylor Wayne |           |           |           |           |           |  |  |             |             |             |             |             |             |                 |                 |                 |                 |                 |                 |     |     |     |     |     |     |

Aclaraciones:
- Mei Lei originalmente se llamaba Mei-Lai.
- Lara Wayne se llamaba originalmente Kara.
- La identidad de la primera esposa de Bruce Wayne, quienes se casaron unos seis meses después de que Superman y Batman se enfrentaran a Luthor y el Joker en 1949,[1] nunca se reveló. De todas formas, seguramente no es Talia al Ghul (a quien Bruce no conoció hasta 1979[2]) ni Catwoman (a quién Bruce se refiere como "retirada" en 2019,[3] mientras su mujer estaba en su lecho de muerte en 2008).[4]
- Clark Wayne fue adoptado por Bruce Wayne Jr. luego de la muerte de Joel y Kara Kent.
- Aunque es una relación aparentemente incestuosa, Bruce Wayne y Lara Wayne no tienen relación sanguínea.
- Solo los Superman y Batman originales sobreviven gracias a, respectivamente, los genes kryptonianos y la inmortalidad brindada por el pozo de Lázaro.

## Tomos recopilatorios
| Título                                 | Contiene | Fechas de publicación | ISBN           |
| -------------------------------------- | --- | --------------------- | -------------- |
| Superman & Batman: Generations         | Superman & Batman: Generations 1 al 4                                                                                     | Abril de 2000         | 978-1563896057 |
| Superman & Batman: Generations 2       | Superman & Batman: Generations II 1 al 4                                                                                  | Septiembre de 2003    | 978-1563899904 |
| Superman & Batman: Generations Omnibus | Superman & Batman: Generations 1 al 4 Superman & Batman: Generations II 1 al 4 Superman & Batman: Generations III 1 al 12 | Marzo de 2021         | 978-1779509406 |

- Datos: Q7643817

- Esta obra contiene una traducción total derivada de «Superman & Batman: Generations» de Wikipedia en inglés, concretamente de esta versión del 29 de septiembre de 2024, publicada por sus editores bajo la Licencia de documentación libre de GNU y la Licencia Creative Commons Atribución-CompartirIgual 4.0 Internacional.